# Наумов, Борис Николаевич
Бори́с Никола́евич Нау́мов (10 июля 1927 — 11 июня 1988) — советский учёный в области автоматизации, академик Академии наук СССР (1984; член-корреспондент с 1976). Член КПСС с 1957. Лауреат двух Государственных премий СССР.

## Биография
После окончания Московского энергетического института в 1950 году, работал в Институте проблем управления (1950—1967).
С 1967 по 1983 год был директором ИНЭУМ, руководил разработкой систем АСВТ-М и СМ ЭВМ.
С 1983 года — директор ИПИАН. Под его руководством создан ряд управляющих вычислительных комплексов для управления технологическими процессами и сложными научными экспериментами.
Основные работы по общей теории нелинейных систем управления, теории и принципам построения автоматизированных систем управления (АСУ) и управляющих вычислительных комплексов, методам их моделирования и оптимизации.
Б. Н. Наумов умер 11 июня 1988 года. Похоронен на Кунцевском кладбище в Москве.

## Признание
- Дважды лауреат Государственной премии СССР (1981, 1987).
- Награждён орденом Ленина, двумя орденами Трудового Красного Знамени, орденом Дружбы народов,[2] а также медалями.

## Из библиографии
- Теория нелинейных автоматических систем : Частотные методы. / Наумов Б. Н. — Москва : Наука, 1972. — 544 с. : черт.; 20 см.
- Алгоритмы оптимизации и автоматизации проектирования АСУ / Б. Н. Наумов, Э. Я. Кеслер, Н. А. Левин. — М. : Энергоатомиздат, 1983. — 157 с. : ил.; 21 см.

### Учебные пособия
- Лекции по курсу «Теория автоматического регулирования» : Переходные процессы в линейных системах автоматического регулирования / Канд. техн. наук доц. Б. Н. Наумов ; Под ред. д-ра техн. наук проф. Я. З. Цыпкина; М-во высш. и сред. спец. образования РСФСР. Всесоюз. заоч. энергет. ин-т. Кафедра автоматич. контроля и регулирования. — Москва ; Ленинград : Госэнергоиздат, 1960. — 223 с., 2 л. граф. : черт.; 20 см.
- Учебное пособие по курсу «Теория автоматического регулирования» : Косв. методы анализа и синтеза качества линейных систем автомат. управления / Д-р техн. наук Б. Н. Наумов; М-во высш. и сред. спец. образования РСФСР. Всесоюз. заоч. энергет. ин-т. Кафедра автомат. контроля и регулирования. — Москва : [б. и.], 1967. — 170 с., 1 л. номогр. : черт.; 20 см.

### Научно-популярные
- Малые ЭВМ в сфере управления / Б. Н. Наумов. — Москва : Знание, 1979. — 64 с. : граф.; 16 см. — (Новое в жизни, науке, технике. Серия «Наука и техника управления». № 5).
- Микро- и мини-ЭВМ: настоящее и будущее / Б. Н. Наумов. — М. : Знание, 1983. — 64 с. : ил.; 20 см. — (В помощь лектору).